# Philocaenus hippopotomus
Philocaenus hippopotomus är en stekelart som beskrevs av Van Noort 1994. Philocaenus hippopotomus ingår i släktet Philocaenus och familjen fikonsteklar.
Artens utbredningsområde är:
- Madagaskar.
- Malawi.
- Zambia.

Inga underarter finns listade i Catalogue of Life.